# Eisfeld
Eisfeld is een stad in de Duitse deelstaat Thüringen, gelegen in de Landkreis Hildburghausen. De stad telt 7.575 inwoners.

## Geografie
De stad Eisfeld ligt in de Landkreis Hildburghausen op slechts enkele kilometers afstand van de grens met Beieren in het zuidelijke voorland van het Thüringer Woud. De stad is ingedeeld in de zes ortsteile Eisfeld, Bockstadt-Herbartswind, Harras, Heid, Hirschendorf en Waffenrod/Hinterrod.